# Скирда Людмила Михайлівна
Людми́ла Миха́йлівна Скирда́ (народилась 15 вересня 1945, Кіровоград, УРСР) — українська поетеса, вчений-літературознавець, літературний критик, культуролог, перекладач, член Спілки письменників України, лауреат літературних премій імені Андрія Малишка, Григорія Сковороди, Володимира Винниченка, Івана Кошелівця, Заслужений діяч мистецтв України.

## Біографія
Людмила Скирда народилась 15 вересня 1945 року у місті Кіровоград в родині службовців. Мати — Тамара Скирда. З 1950 року її родина проживає в Києві, де у 1968 році Людмила Скирда закінчила філологічний факультет Київського національного університету ім. Тараса Шевченка.
Перші вірші поетеси були опубліковані в газеті «Літературна Україна» і в журналі «Дніпро» у 1962 році. Вони були передруковані українською діаспорою в Канаді, США та Польщі. Після виходу першої книги «Чекання» у 1965 році, почали з'являтись захопливі відгуки в іноземній пресі та жорстка критика у радянській.
Так, український літератор і громадський діяч, видавець патріотичного часопису «Смолоскип» у Канаді Осип Зінкевич у своїх мемуарах згадує: «Гортаючи газети і журнали з України, я зовсім принагідно натрапив на вірш Людмили Скирди „Живеш і раптом“. Я захопився цим віршем. Починається словами  „Живеш і раптом непорозуміння…“ і закінчується „Без мене буде дихать Україна, а я без України задихнусь“. І так пише двадцятирічна студентка. Ставлю собі запитання: звідки вона така взялася? І знаходжу: з Кіровограда. Попрацював — на першу сторінку „Смолоскипа“ за травень-червень даю цей вірш, а далі мою обширну статтю про неї та добірку її віршів». Справді, книга «Чекання» не тільки не загубилась серед книг славетних шістдесятників — Миколи Вінграновського, Ліни Костенко, Івана Драча, Бориса Олійника, Василя Симоненка, а й одразу зайняла своє особливе місце у літературному процесі. Вона презентувала своєрідну і талановиту урбаністичну лірику.
Особливу увагу творчості Скирди приділили польські критики. Так, професор Єжи Єнджеєвич, видатний польський дослідник творчості Тараса Шевченка, переклав вірш «Уроки польської», який був надрукований у журналі «Пшиязнь». Відомий перекладач української літератури Флоріан Неуважний, зокрема, писав: «Розвиток української поезії настільки бурхливий і швидкий, що Ліна Костенко, Драч і Коротич — це вже сьогодні свого роду класики, а їх місце зайняло покоління нових молодих поетів з Людмилою Скирдою та Ігорем Калинцем на чолі». Професор Стефан Козак, найактивніший промотор української літератури в Польщі, присвятив творчості Людмили Скирди цілу лекцію у Варшавському університеті, в якій порівнював поетесу з молодим Миколою Бажаном. Поет і критик Остап Лапський в статті про Людмилу Скирду стверджував, що Скирда наслідує гуманізм Максима Рильського: "Це ті ліричні широти, на яких поезія Скирди і Рильського зустрічатимуться. Її «я» — з його «людиною». Професор з Бордо Еміль Крюба також стає пропагандистом творчості Людмили Скирди. І таким чином її ім'я стає досить-таки відомим за межами тодішнього СРСР, що не могло не викликати питань у радянських спецслужб.

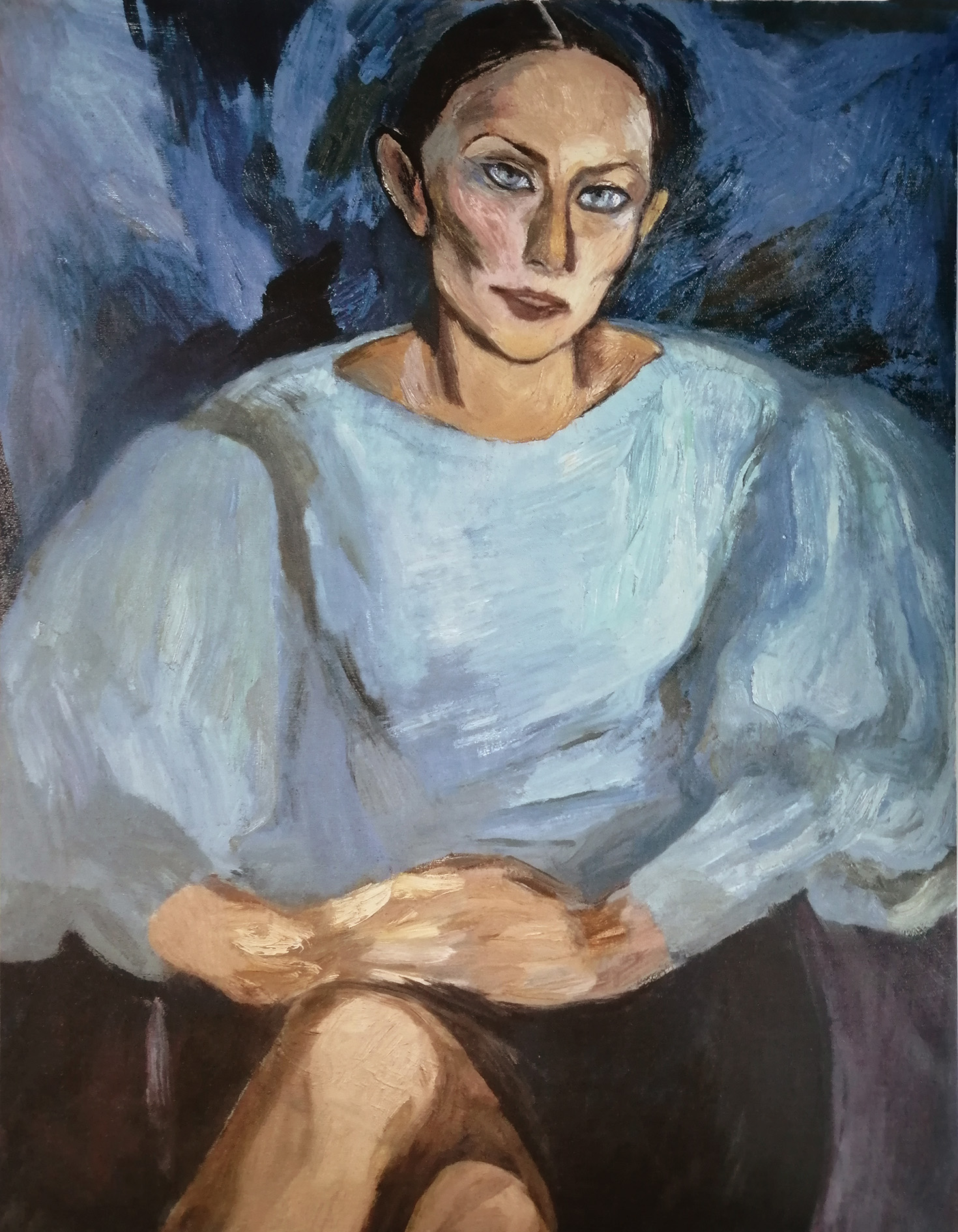
І.Вишеславська. Портрет Людмили Скирди 1979

У 1968 році Людмила Скирда вступила до аспірантури Київського державного університету. У 1974 році вона захистила кандидатську дисертацію, присвячену творчості репресованого поета Євгена Плужника і почала працювати доцентом кафедри історії української літератури в КДУ.
У цей же час в життя Людмили Скирди входять найяскравіші представники творчої інтелігенції України — художники Віктор Зарецький, Алла Горська, Григорій Гавриленко, Борис Плаксій, скульптори Макс Гельман, Микола Рапай, Михайло Грицюк, письменники Валерій Шевчук, Ірина Жиленко, Лесь Герасимчук, Дмитро Павличко, Микола Вінграновський, Юрій Щербак, кінорежисери Сергій Параджанов, Юрій Ільєнко, Леонід Осика, актори Наталя Лотоцька, Богдан Ступка, Марина Герасименко, Степан Олексенко.  
Проте період романтичного ренесансу і відлиги тривав недовго. На всіх фронтах знову почала розгортатись боротьба з українським буржуазним націоналізмом. Цю вакханалію очолив емісар Кремля, секретар ЦК КПУ з ідеології Маланчук. Перший помічник Щербицького Віталій Врублевський у своїй книзі згадує: «Єдиним словом Маланчук дозволяв собі вирішувати долю письменника, журналіста, режисера, встановлюючи над ним власну особисту цензуру. Списки складались і весь час поповнювалися. Я умовив друзів, щоб вони їх принесли мені. Як з'ясувалося, в них уже значилося близько 20 чоловік: Драч, Скирда, Гуцало, Горлач, Симоненко, Вінграновський, Борис Олійник, Некрасов, Тельнюк, Ліна Костенко, Харчук, Леонід Коваленко, Дмитренко, Голобородько, Дзюба, Бердник, Куліш, Сільвестров, Ященко, Грабовський.» Саме у зв'язку з цим списком тривалий час Людмилі Скирді було заборонено захищати кандидатську дисертацію, оскільки робота була присвячена творчості репресованого поета Євгена Плужника. Справу вдалося довести до логічного кінця тільки у 1974 році після зняття Маланчука з посади. У 1977 році поетесу приймають до Спілки письменників СРСР і цього ж року вона отримує наукове звання доцента.
З 1984 по 1988 рік Людмила Скирда вела авторську культурологічну програму «Живе слово» на УТ.
З 1986 по 1988 Людмила Скирда перебуває в докторантурі, де завершує роботу над докторською дисертацією, присвяченою українській поемі.
З 1988 року Людмила Скирда вирушає до Відня, де її чоловік — український дипломат Юрій Костенко — обіймає посаду Постійного представника України при міжнародних організаціях, а невдовзі стає першим Надзвичайним і Повноважним Послом незалежної України в Австрійській Республіці. Поетеса розпочинає активну культурницьку та творчу діяльність, спрямовану на налагодження дружніх контактів з українською діаспорою, австрійською інтелігенцією та ЗМІ, читає лекції з української літератури, веде програми на австрійському телеканалі «ORF», присвячені Тарасу Шевченку, Лесі Українці, Івану Франку, Євгену Плужнику, Миколі Гоголю тощо. Дві окремі програми на «ORF» вперше було присвячено творчості поетеси Людмили Скирди. Невдовзі з'являються її книги віршів німецькою мовою «День Душі» (1994) та «Медитації біля Стефансдому»(1994). У їх презентації, що відбулась у Польському культурному центрі, брали участь відомі австрійські та польські поети, музиканти, громадські і політичні діячі Австрії, дипломатичний корпус.
У 1994 році чоловіка Людмили Скирди Юрія Костенка призначено Надзвичайним і Повноважним Послом України у ФРН і вона переїздить до Бонна, де продовжує свою творчу діяльність. У Німеччині виходять її книги «В обіймах югендстилю», «Рейнські елегії» (переклад Анни-Галі Горбач).
У 1995 році творчі вечори поетеси пройшли у великих містах ФРН — Ганновері, Мюнхені, столиці країни — Бонні.
У цей же час  УКУ організує творчий вечір поетеси у Лондоні, який мав широкий медійний розголос.
З 1997 по 2000 рік поетеса живе і працює в Києві, де видає книги «Ad astra» та «Рожевий янгол або композиції за кермом», які викликали величезний інтерес преси та літературної громадськості України.
З 2001 року чоловіка Людмили Скирди Юрія Костенка призначили Надзвичайним і Повноважним Послом України в Японії, куди поетеса переїздить і де живе і працює до 2006 року. За цей час вона видає книги японською мовою «Сад любові і сонця» (2004), «Чарівна мушля»(2004) та українською — «Дзуйхітцу від сакури»(2005), перекладає українською мовою книгу «Будувати мости» (2004) Її Величності Імператриці Японії Мітіко, читає лекції з української літератури в університеті Кіото та з гендерних проблем сучасності в університеті Sokko Gakai.
На японському телебаченні про творчість Людмили Скирди було кілька програм, статті про неї та інтерв'ю регулярно з'являлись в японській пресі. Презентації книжок відбулися в найбільших містах Японії — Токіо, Осаці, Якогамі, Кіото.
У 2006 році Людмила Скирда повернулася на Батьківщину, де продовжувала плідно працювати. З 2006 по 2009 рік її книги мовами цих країн виходять у ОАЕ («Сьоме небо»), Греції («Еліністичні елегії»), Італії («Метелики і квіти»), Кореї («Сливовий дощ»), Росії («Птахи і квіти чотирьох сезонів»), де відбуваються їх презентації, які викликають широкий резонанс у пресі цих держав.
У 2009 році Людмила Скирда нагороджується золотою медаллю Medaglia d'oro — (Медалья д'оро) Спілки «Данте Аліг'єрі» (Італія), що вручається за вагомий внесок у розвиток культурних зв'язків з Італією та поширення італійської мови та літератури закордоном. В цьому ж році Людмила Скирда презентує українську поезію на Всесвітньому мистецькому фестивалі — Дельфійські ігри у Чеджу (Корея).
У 2009—2012 рр. — жила і працювала в КНР, разом з чоловіком Юрієм Костенком Надзвичайним і Повноважним Послом України у КНР. Надрукувала у Пекіні три поетичні книги китайською мовою «Подих Китаю», «Мелодії чотирьох сезонів», «Голоси Піднебесної», а також унікальний альбом «Натхненний вірш, чаруюча картина», в якому 25 найвідоміших художників Китаю проілюстрували вірші української поетеси.
Ім'я Людмили Скирди є одним з небагатьох українських літературних імен вже широко відомих за кордоном.
Її поезія ввібрала в себе вплив і європейських, і східних культур, що призвело до появи абсолютно унікального поетичного явища не тільки в контексті української літератури, але і літератур усього слов'янського світу. Вірші Людмили Скирди перекладено англійською, італійською, португальською, російською, польською, угорською, румунською, фінською, німецькою, японською, корейською, узбецькою, грецькою, китайською і арабською мовами.
Поезія: «Чекання» (1965), «Сходи» (1976), «Крила» (1979), «Елегії вечірнього саду» (1983), «Музика для двох» (1986), «Дні і ночі» (1987), «Гармонія» (1988), «День душі» (1994), «Медитації біля Стефансдому» (1994), «Оливкова віть» (1994), «Рейнські елегії» (1996), «В обіймах югендстилю» (1994), «Ad Astra» (2000), «Рожевий янгол або композиції за кермом» (2002), «Сад любові і сонця» (2003), «Чарівна мушля» (2004), «Дзуйхітцу від сакури» (2006), «Соло сонячної душі» (2008), «Птахи і квіти чотирьох сезонів» (2008), «Сьоме небо» (2008), «Сливовий дощ» (2009), «Елліністичні елегії» (2009), «Метелики і квіти» (2009), «Спів Азалії» (2009), «Подих Китаю» (2010), «Мелодії чотирьох сезонів» (2011), «Голоси Піднебесної» (2012), «Натхненний вірш, чаруюча картина» (2013). Людмила Скирда — автор більш ніж двохсот наукових статей і культурологічних есе, опублікованих в Україні та інших країнах.
Наукові монографії: «Сучасна українська поезія», «Поет і воїн», «Євген Плужник», «Сучасна українська поема».
У 2014 вийшла з друку «Бібліографія творчості Людмили Скирди».
Портрети Людмили Скирди писали відомі художники України: Григорій Гавриленко (1964, 1970, 1978), Віктор Зарецький (1966, 1970, 1986), Іван Марчук (1979), Іван Бедзір (1967), Ірина Макарова (1978), Микола Компанець (1985), Микола Рапай (1970, 1975, 1980, 1982); скульптурні портрети — Макс Гельман (1968), Людмила Мєшкова (2005).
У 1966 році Людмила Скирда зіграла роль у кінофільмі українського поета та режисера Миколи Вінграновського «Берег надії» Кіностудії імені Олександра Довженка.
Свої твори Людмилі Скирді присвятили Володимир Дрозд, Юрій Щербак, Дмитро Павличко, Петро Осадчук, Юрій Рибчинський, Маріс Чаклайс, Роман Ткачук, Стефан Цанєв, Ернст Дегаспері.

## Поезія
- «Чекання», Київ, 1965
- «Сходи», Київ, 1975
- «Крила», Київ, 1978
- «Елегії вечірнього Саду», Київ, 1982
- «Гармонія», Київ, 1984
- «Дні і ночі», Київ, 1985
- «Музика для двох», Київ, 1988
- «День душі», Відень, 1991, (нім. мов.)
- «Медитації біля Стефансдому», Відень, 1994, (нім. мов.)
- «Рейнські елегії», Бонн, 1996, (нім. мов.)
- «В обіймах югендстилю», Бонн, 1997
- «Ad astra», Київ, 2000
- «Рожевий янгол або композиції за кермом», Київ, 2000
- «Сад любові і сонця», Токіо, 2004, (япон. мов.)
- «Будувати мости», Токіо, 2004, (переклад українською книги Її Величності імператриці Японії Мітіко)
- «Чарівна мушля», Токіо, 2004, (япон. мов.)
- «Дзуйхіцу від сакури», Токіо, 2005
- «Solo of the sunny soul», Київ-Токіо, 2007, (англ. мов.)
- «Птицы и цветы четырех сезонов», Київ-Москва, 2008, (рос. мов.)
- «Елліністичні елегії», Афіни, 2009, (грец. мов.)
- «Сьоме небо», Абу-Дабі, 2009, (араб. мов.)
- «Метелики і квіти», Рим, 2009, (італ. мов.)
- «Спів Азалії, Ташкент», 2009, (узбец. мов.)
- «Сливовий дощ», Сеул, 2009, (кор. мов.)
- «Подих Китаю», Пекін, (кит. мов.)
- «Мелодії чотирьох сезонів», Пекін, (кит. мов.)
- «Голоси Піднебесної», Пекін, (кит. мов.)

## Монографії
- «Сучасна українська поезія»
- «Поет і воїн»
- «Євген Плужник»
- «Сучасна українська поема»

## Літературні премії
- Імені Андрія Малишка.
- Імені Григорія Сковороди.
- Імені Володимира Вінниченка.
- Імені Івана Кошелівця.
- Золота медаль (Medaglia d'oro) Спілки «Данте Аліг'єрі» (Італія).